# 낫

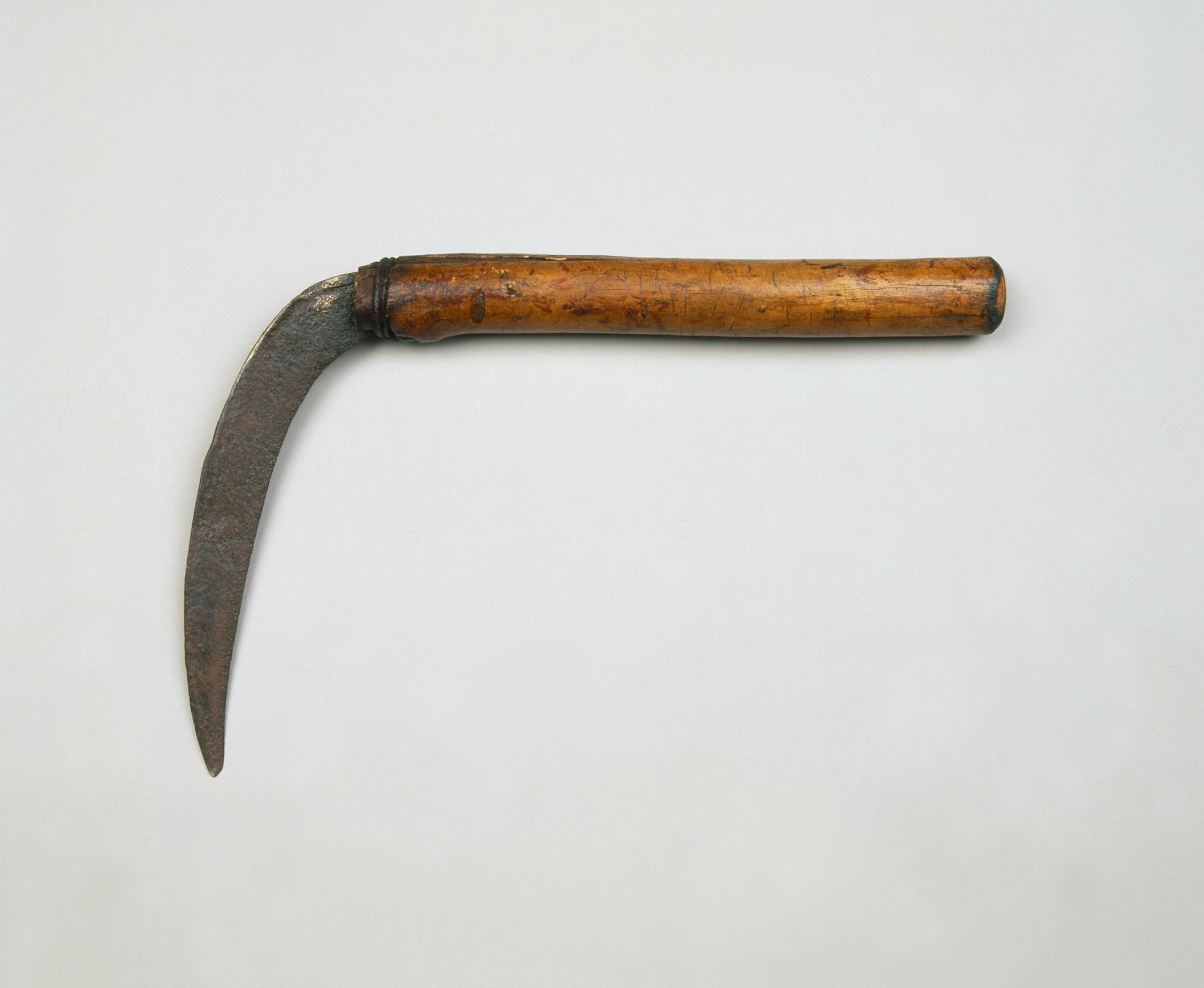
낫

낫(영어: sickle)은 풀, 나무, 곡식 등을 베는 데에 사용하는 'ㄱ'자 모양의 농기구이다. 쇠로 날을 만들고 나무로 된 자루를 달아서 만든다. 세계 각지의 인류가 낫을 철기 시대 초기부터 사용했으며, 문화권마다 그 형태와 모양새에 차이가 있다.

## 같이 보기
- 낫과 망치
- 낫과 싸움
- 큰낫
- 코페시
- 팔스
- 예초기

## 참고 문헌
- 이 문서에는 다음커뮤니케이션(현 카카오)에서 GFDL 또는 CC-SA 라이선스로 배포한 글로벌 세계대백과사전의 내용을 기초로 작성된 글이 포함되어 있습니다.